# Šurianky
Šurianky es un municipio del distrito de Nitra en la región de Nitra, Eslovaquia, con una población estimada a final del año 2024 de 572 habitantes.
Se encuentra ubicado en el centro-oeste de la región, en el valle del río Nitra (cuenca hidrográfica del Danubio) y cerca de la frontera con la región de Trnava.

## Demografía
| Año        | 1994 | 2004    | 2014    | 2024    |
| ---------- | ---- | ------- | ------- | ------- |
| Población  | 537  | 569     | 598     | 572     |
| Diferencia |      | +5,95 % | +5,09 % | −4,34 % |

| Año        | 2023 | 2024    |
| ---------- | ---- | ------- |
| Población  | 585  | 572     |
| Diferencia |      | −2,22 % |